# Франц Мазох
Франц Мазох (нім. Franz Masoch; 21 квітня 1763, м. Уймолдова (румун. Молдова-Ноуе, тепер Румунія) — 18 березня 1845, Львів) — доктор фармацевтики, професор медико-теоретичного навчання для хірургів кафедри хірургії, ректор Львівського Університету, почесний громадянин Львова.

## Біографія
Студіював філософію у Тирнаві й Празі. Закінчив медичний факультет Віденського університету. Із 1788 року працював у віденському загальному шпиталі.
10 лютого 1793 року, одружившись з Розою П'єро, у пошуках кращої долі, переїжджає до Львова (тоді — Австрійська імперії) і стає професором кафедри хірургії Львівського університету, отримує звання почесного громадянина Львова. Долучається до товариства хірургів-практиків, яке невдовзі й очолює.
Консисторія (керівний орган університету — сенат) ставиться до викладача-добродія неприязно. Автор «Історії Львівського університету» Людвік Фінкель, вивчаючи протоколи вишу, натрапив на декілька зауваг щодо доктора Мазоха. Зокрема, у 1797 році професор видав свідоцтво хірургові-єврею без відома представника медичних студій у консесі.
У 1806 року польські магнати Яблонський, Цетнер, Потоцький, низка впливових міщан, а також львівські архієпископи латинського та вірменського обрядів звертаються до цісаря, просячи надати Францу Мазоху шляхетство за велику самопожертву, виявлену ним у виконанні професійного обов'язку медика. Цісар прохання відхиляє. У 1807 році Мазох відмовляється від професорства та виходить на пенсію, присвячує себе лікарській справі.
1827 — знову обрано ректором Львівського університету. Rector magnificus за сумісництвом депутат Станового сейму від Перемишльської греко-католицької митрополичої капітули.

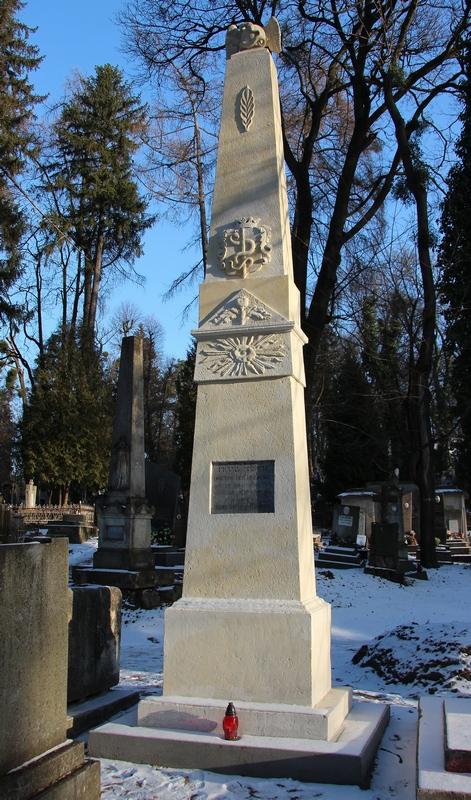

Запис у метричній книзі Катедрального собору говорить про смерть Франца Мазоха 18 березня 1845. Похований на полі № 10 Личаківського цвинтаря.

## Родинні відносини
Жив у будинку № 97 біля Краківської брами. У 1804 народився первісток Йосифа Едуарда Антона, але через місяць помер. Усього у Франца було п'ятеро дітей. Лише трьом нащадкам Франца Мазоха судилося дожити до дорослого віку. Синові Францу Каролю, донькам Зиновії та Кароліні (у джерелах частіше — Шарлота). Дружина загинула через 3 дні після народження останньої дівчинки. Дочка Кароліна одружилася з директором львівської поліції Леопольдом фон Захером, який добавив до свого прізвища прізвище дружини, яке на той час у Львові викликало велику повагу. Таким чином у 1838 році дворічний Леопольд фон Захер-молодший став Захер-Мазохом.

## Наукова діяльність
Доктор фармацевтики, професор медико-теоретичного навчання для хірургів. У 1802 році його вперше обирають ректором Львівського Університету. Тоді на галицьких землях вкотре спалахує епідемія віспи. Тож разом з професорами Крауснекером та Седеєм власним коштом створює заклад безкоштовного щеплення.
У 1806, коли вірус пожвавлюється знову, дбаючи про якість вакцини, наказує постачати її безпосередньо з Англії. Серед населення повага до лікаря стрімко зростала. Пізніше Леопольд фон Захер-Мазох у спогадах про своє дитинство напише:
«Коли ми проходили єврейським кварталом, перехожі кланялися доземно дідусю» .
У 1806, у розпал боротьби з віспою, його звинуватили у недбалості в службових справах.

## Могила
Майже два століття на могилі квітне кам'яний мак, парадоксально і пророче — символ забуття. Трохи вище викарбуваний, за різними припущеннями, герб лікарської династії або ж емблема медицини, стилізована під герб: під цісарською короною посох Ескулапа. Вінчає меморіал куля з двома крилами. Земна куля, довкола якої звивається кільцем символ часу — змія. Портрет самої вічності, яка забуває миті, мов «кусає себе за хвіст». Вічність на тлі одного непомітного, але достойно прожитого життя .